# Sympherobius signatus
Sympherobius signatus är en insektsart som först beskrevs av Krüger 1922.  Sympherobius signatus ingår i släktet Sympherobius och familjen florsländor. Inga underarter finns listade i Catalogue of Life.